# Susan Margulies
Susan Margulies és una enginyera estatunidenca i presidenta del Departament d'Enginyeria Biomèdica Coulter a l'Institut de Tecnologia de Geòrgia. És una referent mundial en la biomecànica de les lesions de cap en infants.

## Educació i vida primerenca
Margulies va créixer a Rochester, Minnesota. Va completar el seu Bachelor a la Universitat de Princeton, on es va formar en enginyeria mecànica i aeroespacial. Es va graduar Summa Cum Laude a l'any 1982. Va destinar les seves vacances d'estiu a l'Institut de Tecnologia de Massachusetts realitzant recerca relacionada amb biologia. Va aconseguir el seu Master i PhD a la Universitat de Pennsilvània a l'any 1987. La seva dissertació, Biomechanics of traumatic coma in the primate (Biomecànica del coma traumàtic als primats), considerada lesió axonal difusa (DAI).

## Recerca
Després de completar el seu PhD, Marguiles es va incorporar a la Clínica Mayo com a investigadora postdoctoral on treballava al laboratori pulmonar. A l'any 1993 es va incorporar a la Universitat de Pennsilvània. Va ser la primera dona en ser nomenada Professora al Departament d'Enginyeria Biomèdica a la Universitat de Pennsilvània a l'any 2004. Aquí va dirigir el laboratori de Lesions Biomecàniques, focalitzant-se en lesions de pulmó i lesions de cap. La recerca de pulmó va estudiar el funcionament del pulmó in vivo i in vitro utilitzant models d'animals desenvolupats per malalties pulmonars. La recerca sobre lesions de cap va integrar models animals, models computacionals, dades de pacients i propietats mecàniques per tal d'entendre les lesions traumàtiques de cervell en nens. El seu objectiu d'investigació és determinar llindars de lesió dins del cervell i dels pulmons. Va llançar el Servei de Cura i Valoració Neurointensiva amb diners dels Instituts Nacionals de la Salut. Mitjançant l'estudi de la biologia molecular de les cèl·lules lesionades, Marguiles espera desenvolupar mesures terapèutiques per lesions traumàtiques.
El 2015 es va incorporar al consell assessor d'Astrocyte Pharmaceuticals. Al maig de 2017, va ser nomenada presidenta del Department Coulter i Eminent Scholar de l'Institut de Tecnologia de Geòrgia. Ha rebut més de 35 milions de dòlars en finançament per la recerca, ha publicat més de 350 articles científics revisats per experts i 11 capítols de llibres.

## Honors i premis
- 1992 Whitaker Foundation Young Investigator[15]
- 1997 Premi NSF CAREER[15]
- 1996 S. Reid Warren Award for Distinguished Teaching[2]
- 2009 Ford Motor Company Award for Faculty Advising[15]
- 2007 Premi American Society of Mechanical Engineering[15]
- 2007 Association of Women in Science Elizabeth Bingham Award for the Advancement of Women in Science[15]
- 2006 Membre de American Institute for Medical and Biological Engineering[15]
- 2009 Membre de American Society of Mechanical Engineers[15]
- 2009 Membre de Biomedical Engineering Society[15]
- 2015 Professora distingida, Sackler Institute for Advanced Studies[16]